# Ouratea davidsii
Ouratea davidsii är en tvåhjärtbladig växtart som beskrevs av C. Sastre. Ouratea davidsii ingår i släktet Ouratea och familjen Ochnaceae. Inga underarter finns listade i Catalogue of Life.